# ラグビーワールドカップにおけるハットトリック達成者

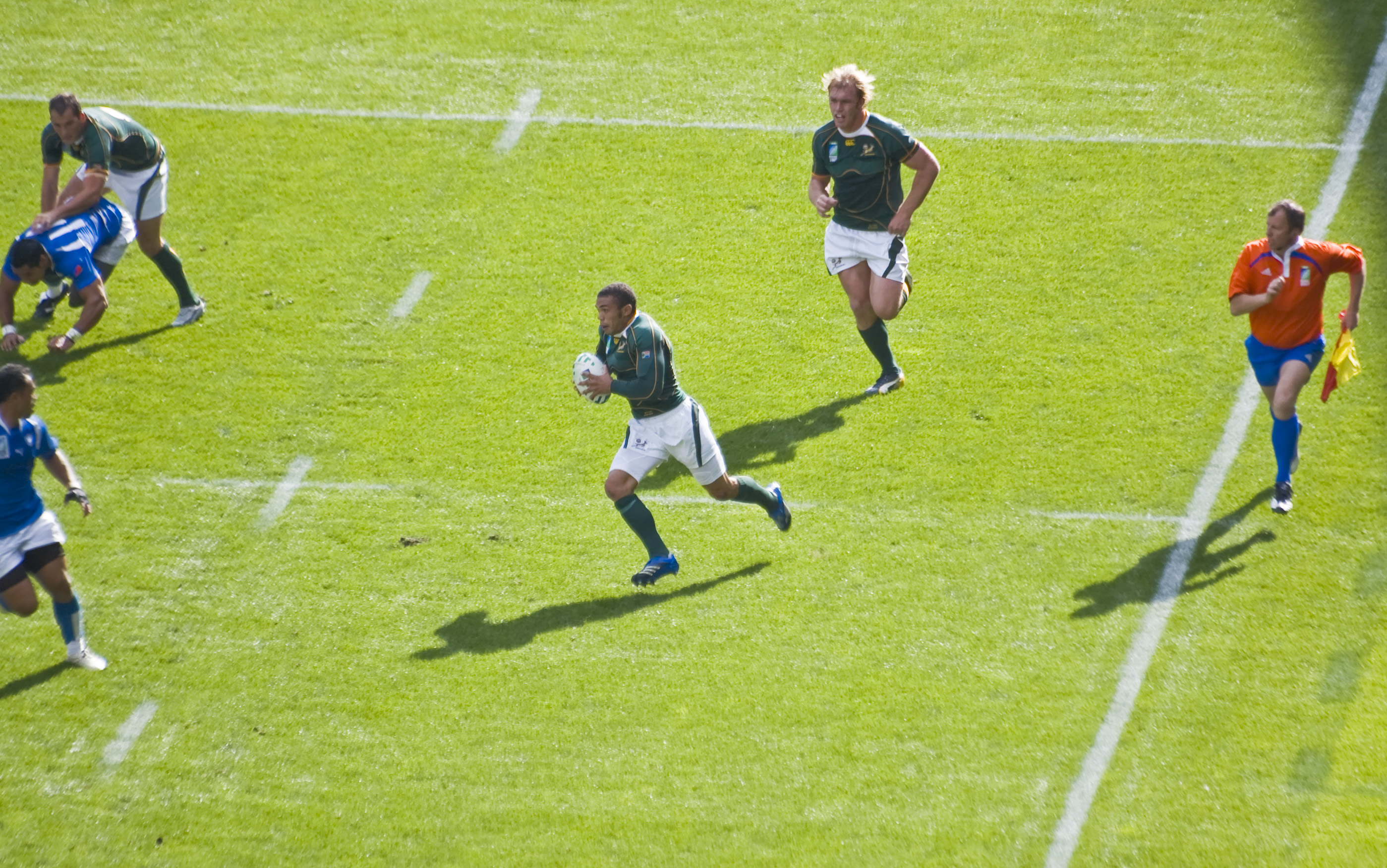
2007年ワールドカップにおいて南アフリカ共和国代表のブライアン・ハバナはサモア戦でハットトリックを達成、4トライを記録した。（中央でボールを保持している選手）

ラグビー競技において、ハットトリックとは、1試合の中で1人の競技者が3回以上のトライかドロップゴールを記録することを指す。ワールドカップにおいてハットトリックは、1987年の第1回大会から2019年の第9回大会まで、55名の選手により計57回記録されている。この記事では、ワールドカップにおけるハットトリック達成者について述べる。

## 概要
プールステージでは実力差のある国同士の対戦がしばしば見られることから、上位国の選手によるハットトリックが多く記録されている。ニュージーランド代表は最多14回のハットトリックを記録しており、逆にナミビア代表は9回のハットトリックを献上している。ノックアウトステージでのハットトリックはわずか2回であり、いずれも1995年大会において記録されている。最初の達成者は南アフリカ共和国代表のチェスター・ウィリアムズであり、準々決勝でサモアを相手に4トライを奪った。ニュージーランド代表のジョナ・ロムーがこれに続き、準決勝でイングランドから同じく4トライを獲得した。
ニュージーランド代表のマーク・エリスは、ワールドカップにおいて1試合における最多トライ記録を保持している。エリスは1995年大会において日本を相手にフリーステイト・スタジアムで6トライのダブルハットトリックを達成した。この試合ではチームメイトのエリック・ラッシュとジェフ・ウイルソンもハットトリックを記録している。1試合において3人の選手がハットトリックを達成する偉業は、この試合のほか、2003年大会にも記録されており、オーストラリア代表がナミビア代表を142対0で下した試合においてマット・ロジャース、マット・ギタウ、ローテ・トゥキリが達成した。
ハットトリックを2回達成した選手はニュージーランド代表のジェフ・ウイルソンとフランス代表のヴァンサン・クレールの、わずか2人である。両選手とも、2つのハットトリックは別々の大会で記録した。ウィルソンは1995年大会の日本戦で3トライ、1999年大会のイタリア戦で3トライを挙げた。クレールは2007年大会のナミビア戦で3トライ、1999年大会のイタリア戦で3トライを挙げた。欧州6カ国および南半球4カ国のうち、ワールドカップでハットトリックを献上したのはイタリア代表のみである。欧州6カ国および南半球4カ国以外では、フィジー代表のヴェレニキ・ゴネヴァ、サモア代表のアレサナ・ツイランギ、日本代表の松島幸太朗の3名がハットトリックを記録している。

## ハットトリック達成者の一覧
| D3 | ドロップゴールを3回 |
| D5 | ドロップゴールを5回 |
| T4 | トライを4回         |
| T5 | トライを5回         |
| T6 | トライを6回         |

| 項番 | 選手名                                   | 所属国           | 対戦国           | ステージ       | 試合結果 | 場所                                                        | 日付           |
| ---- | ---------------------------------------- | ---------------- | ---------------- | -------------- | -------- | ----------------------------------------------------------- | -------------- |
| 1    | クレイグ・グリーンT4                     | ニュージーランド | フィジー         | プールステージ | 74–13    | ランキャスター・パーク （クライストチャーチ）               | 1987年5月27日  |
| 2    | ジョン・アンソニー・ギャラガーT4         | ニュージーランド | フィジー         | プールステージ | 74–13    | ランキャスター・パーク （クライストチャーチ）               | 1987年5月27日  |
| 3    | グレン・ウェブ                           | ウェールズ       | トンガ           | プールステージ | 29–16    | FMGスタジアム （パーマストンノース）                        | 1987年5月29日  |
| 4    | マイク・ハリソン                         | イングランド     | 日本             | プールステージ | 60–7     | コンコード・オーヴァル （シドニー）                         | 1987年5月30日  |
| 5    | ジョン・ジェフリー                       | スコットランド   | ルーマニア       | プールステージ | 55–28    | カリスブルック （ダニーデン）                               | 1987年6月2日   |
| 6    | ディディエ・カンベラベロ                 | フランス         | ジンバブエ       | プールステージ | 70–12    | イーデン・パーク （オークランド）                           | 1987年6月2日   |
| 7    | ロドルフ・モーディン                     | フランス         | ジンバブエ       | プールステージ | 70–12    | イーデン・パーク （オークランド）                           | 1987年6月2日   |
| 8    | エヴァン・エヴァンスT4                   | ウェールズ       | カナダ           | プールステージ | 40–9     | ラグビー・パーク・スタジアム （インバーカーギル）           | 1987年6月3日   |
| 9    | ブレンダン・マリン                       | アイルランド     | トンガ           | プールステージ | 32–9     | バリーモア・スタジアム （ブリスベン）                       | 1987年6月3日   |
| 10   | ブライアン・ロビンソンT4                 | アイルランド     | ジンバブエ       | プールステージ | 55–11    | ランズダウン・ロード （ダブリン）                           | 1991年10月6日  |
| 11   | テリー・ライト                           | ニュージーランド | アメリカ合衆国   | プールステージ | 46–6     | キングスホルム・スタジアム （グロスター）                   | 1991年10月8日  |
| 12   | ジャンバティスト・ラフォン               | フランス         | フィジー         | プールステージ | 33–9     | スターデ・レディギエール （グルノーブル）                   | 1991年10月8日  |
| 13   | イワン・タカロー                         | スコットランド   | ジンバブエ       | プールステージ | 51–12    | マレーフィールド・スタジアム （エディンバラ）               | 1991年10月9日  |
| 14   | ギャビン・ヘイスティングスT4             | スコットランド   | コートジボワール | プールステージ | 89–0     | オリンピア・パーク （ルステンブルク）                       | 1995年5月26日  |
| 15   | ガレス・トーマス                         | ウェールズ       | 日本             | プールステージ | 57–10    | フリーステイト・スタジアム （ブルームフォンテーン）         | 1995年5月27日  |
| 16   | マーク・エリスT6                         | ニュージーランド | 日本             | プールステージ | 145–17   | フリーステイト・スタジアム （ブルームフォンテーン）         | 1995年6月4日   |
| 17   | エリック・ラッシュ                       | ニュージーランド | 日本             | プールステージ | 145–17   | フリーステイト・スタジアム （ブルームフォンテーン）         | 1995年6月4日   |
| 18   | ジェフ・ウイルソン                       | ニュージーランド | 日本             | プールステージ | 145–17   | フリーステイト・スタジアム （ブルームフォンテーン）         | 1995年6月4日   |
| 19   | チェスター・ウィリアムズT4               | 南アフリカ共和国 | サモア           | 準々決勝       | 42–14    | エリス・パーク・スタジアム （ヨハネスブルグ）               | 1995年6月10日  |
| 20   | ジョナ・ロムーT4                         | ニュージーランド | イングランド     | 準決勝         | 45–29    | ニューランズ・スタジアム （ケープタウン）                   | 1995年6月18日  |
| 21   | キース・ウッドT4                         | アイルランド     | アメリカ合衆国   | プールステージ | 53–8     | ランズダウン・ロード （ダブリン）                           | 1999年10月2日  |
| 22   | トウタイ・ケフ                           | オーストラリア   | ルーマニア       | プールステージ | 57–9     | レイヴェンヒル・スタジアム （ベルファスト）                 | 1999年10月3日  |
| 23   | ウゴ・モーラ                             | フランス         | ナミビア         | プールステージ | 47–13    | シャバンデルマス競技場 （ボルドー）                         | 1999年10月8日  |
| 24   | ジェフ・ウイルソン                       | ニュージーランド | イタリア         | プールステージ | 101–3    | ガルファーム・スタジアム （ハダースフィールド）             | 1999年10月14日 |
| 25   | ヤニー・デ・ビアD5                       | 南アフリカ共和国 | イングランド     | 準々決勝       | 44–21    | スタッド・ドゥ・フランス （サン＝ドニ）                     | 1999年10月24日 |
| 26   | ヤニック・ジョジオン                     | フランス         | フィジー         | プールステージ | 61–18    | ラング・パーク （ブリスベン）                               | 2003年10月11日 |
| 27   | ユースト・ファン・デル・ヴェストハイゼン | 南アフリカ共和国 | ウルグアイ       | プールステージ | 72–6     | スビアコ・オーバル （パース）                               | 2003年10月11日 |
| 28   | マルティン・ガイタン                     | アルゼンチン     | ナミビア         | プールステージ | 67–14    | セントラルコースト・スタジアム （ゴスフォード）             | 2003年10月14日 |
| 29   | ミルズ・ムリアイナT4                     | ニュージーランド | カナダ           | プールステージ | 68–6     | ドックランズ・スタジアム （メルボルン）                     | 2003年10月17日 |
| 30   | マット・ロジャーズ                       | オーストラリア   | ルーマニア       | プールステージ | 90–8     | ラング・パーク （ブリスベン）                               | 2003年10月18日 |
| 31   | マット・ギタウ                           | オーストラリア   | ナミビア         | プールステージ | 142–0    | アデレード・オーバル （アデレード）                         | 2003年10月25日 |
| 32   | クリス・レイサムT5                       | オーストラリア   | ナミビア         | プールステージ | 142–0    | アデレード・オーバル （アデレード）                         | 2003年10月25日 |
| 33   | ローテ・トゥキリ                         | オーストラリア   | ナミビア         | プールステージ | 142–0    | アデレード・オーバル （アデレード）                         | 2003年10月25日 |
| 34   | ブライアン・リーベンバーグ               | フランス         | アメリカ合衆国   | プールステージ | 41–14    | ウロンゴン・ショーグラウンド （ウロンゴン）                 | 2003年10月31日 |
| 35   | ジョシュ・リュージーT5                   | イングランド     | ウルグアイ       | プールステージ | 111–13   | ラング・パーク （ブリスベン）                               | 2003年11月2日  |
| 36   | ジョニー・ウィルキンソンD3               | イングランド     | フランス         | 準決勝         | 24–7     | テルストラ・スタジアム （シドニー）                         | 2003年11月16日 |
| 37   | ダグ・ハウレット                         | ニュージーランド | イタリア         | プールステージ | 76–14    | スタッド・ヴェロドローム （マルセイユ）                     | 2007年9月8日   |
| 38   | ロッキー・エルソム                       | オーストラリア   | 日本             | プールステージ | 91–3     | スタッド・ジェルラン （リヨン）                             | 2007年9月8日   |
| 39   | ブライアン・ハバナT4                     | 南アフリカ共和国 | サモア           | プールステージ | 59–7     | パルク・デ・プランス （パリ）                               | 2007年9月9日   |
| 40   | ヴァンサン・クレール                     | フランス         | ナミビア         | プールステージ | 87–10    | スタジアム・ミュニシパル （トゥールーズ）                   | 2007年9月16日  |
| 41   | アリスター・ホッグ                       | スコットランド   | ルーマニア       | プールステージ | 42–0     | マレーフィールド・スタジアム （エディンバラ）               | 2007年9月18日  |
| 42   | ドリュー・ミッチェル                     | オーストラリア   | フィジー         | プールステージ | 55–12    | スタッド・ドゥ・ラ・モッソン （モンペリエ）                 | 2007年9月23日  |
| 43   | ジョー・ロコココ                         | ニュージーランド | ルーマニア       | プールステージ | 85–8     | スタジアム・ミュニシパル （トゥールーズ）                   | 2007年9月29日  |
| 44   | フアン・マルティン・エルナンデスD3       | アルゼンチン     | アイルランド     | プールステージ | 30–15    | パルク・デ・プランス （パリ）                               | 2007年9月30日  |
| 45   | テュヌス・コッツェD3                     | ナミビア         | フィジー         | プールステージ | 25–49    | ロトルア・インターナショナル・スタジアム （ロトルア）       | 2011年9月10日  |
| 46   | ヴェレニキ・ゴネヴァT4                   | フィジー         | ナミビア         | プールステージ | 49–25    | ロトルア・インターナショナル・スタジアム （ロトルア）       | 2011年9月10日  |
| 47   | アレサナ・ツイランギ                     | サモア           | ナミビア         | プールステージ | 49–12    | ロトルア・インターナショナル・スタジアム （ロトルア）       | 2011年9月14日  |
| 48   | ヴァンサン・クレール                     | フランス         | カナダ           | プールステージ | 46–19    | マクレーン・パーク （ネーピア）                             | 2011年9月18日  |
| 49   | アダム・アシュリー＝クーパー             | オーストラリア   | アメリカ合衆国   | プールステージ | 67–5     | ウエストパック・スタジアム （ウェリントン）                 | 2011年9月23日  |
| 50   | マーク・カエート                         | イングランド     | ルーマニア       | プールステージ | 67–3     | オタゴ・スタジアム （ダニーデン）                           | 2011年9月24日  |
| 51   | クリス・アシュトン                       | イングランド     | ルーマニア       | プールステージ | 67–3     | オタゴ・スタジアム （ダニーデン）                           | 2011年9月24日  |
| 52   | スコット・ウィリアムズ                   | ウェールズ       | ナミビア         | プールステージ | 81–7     | ヤロウ・スタジアム （ニュープリマス）                       | 2011年9月26日  |
| 53   | ザック・ギルフォードT4                   | ニュージーランド | カナダ           | プールステージ | 79–15    | ウエストパック・スタジアム （ウェリントン）                 | 2011年10月2日  |
| 54   | コリー・アレン                           | ウェールズ       | ウルグアイ       | プールステージ | 54–9     | ミレニアム・スタジアム （カーディフ）                       | 2015年9月20日  |
| 55   | JP・ピーターセン                         | 南アフリカ共和国 | サモア           | プールステージ | 46–6     | ヴィラ・パーク （バーミンガム）                             | 2015年9月26日  |
| 56   | ジュリアン・サヴェア                     | ニュージーランド | ジョージア       | プールステージ | 43–10    | ミレニアム・スタジアム （カーディフ）                       | 2015年10月2日  |
| 57   | ブライアン・ハバナ                       | 南アフリカ共和国 | アメリカ合衆国   | プールステージ | 64–0     | オリンピック・スタジアム （ロンドン）                       | 2015年10月7日  |
| 58   | ニック・イースター                       | イングランド     | ウルグアイ       | プールステージ | 60–3     | シティ・オブ・マンチェスター・スタジアム （マンチェスター） | 2015年10月10日 |
| 59   | ジャック・ノーウェル                     | イングランド     | ウルグアイ       | プールステージ | 60–3     | シティ・オブ・マンチェスター・スタジアム （マンチェスター） | 2015年10月10日 |
| 60   | ジュリアン・サヴェア                     | ニュージーランド | フランス         | 準々決勝       | 62–13    | ミレニアム・スタジアム （カーディフ）                       | 2015年10月17日 |
| 61   | アダム・アシュリー＝クーパー             | オーストラリア   | アルゼンチン     | 準決勝         | 29–15    | トゥイッケナム・スタジアム （ロンドン）                     | 2015年10月25日 |
| 62   | 松島幸太朗                               | 日本             | ロシア           | プールステージ | 30–10    | 東京スタジアム （東京都調布市）                             | 2019年9月20日  |
| 63   | フリアン・モントーヤ                     | アルゼンチン     | トンガ           | プールステージ | 28–12    | 東大阪市花園ラグビー場 （大阪府東大阪市）                   | 2019年9月28日  |
| 64   | コーバス・ライナー                       | 南アフリカ共和国 | カナダ           | プールステージ | 66–7     | 神戸市御崎公園球技場 （兵庫県神戸市）                       | 2019年10月8日  |
| 65   | ジョージ・ホーン                         | スコットランド   | ロシア           | プールステージ | 61–0     | 小笠山総合運動公園エコパスタジアム （静岡県袋井市）         | 2019年10月9日  |
| 66   | ジョシュ・アダムス                       | ウェールズ       | フィジー         | プールステージ | 29–17    | 大分スポーツ公園総合競技場 （大分県大分市）                 | 2019年10月9日  |
| 67   | ジョージ・フォードD3                     | イングランド     | アルゼンチン     | プールステージ | 27–10    | スタッド・ヴェロドローム （マルセイユ）                     | 2023年9月9日   |
| 68   | コーバス・ライナー                       | 南アフリカ共和国 | ルーマニア       | プールステージ | 76–0     | ヌーヴォ・スタッド・ド・ボルドー （ボルドー）               | 2023年9月17日  |
| 69   | マカゾレ・マピンピ                       | 南アフリカ共和国 | ルーマニア       | プールステージ | 76–0     | ヌーヴォ・スタッド・ド・ボルドー （ボルドー）               | 2023年9月17日  |
| 70   | ダミアン・プノー                         | フランス         | ナミビア         | プールステージ | 96–0     | スタッド・ヴェロドローム （マルセイユ）                     | 2023年9月21日  |
| 71   | ヘンリー・アランデルT5                   | イングランド     | チリ             | プールステージ | 71–0     | スタッド・ピエール＝モーロワ （リール）                     | 2023年9月23日  |
| 72   | アーロン・スミス                         | ニュージーランド | イタリア         | プールステージ | 96–17    | パルク・オリンピック・リヨン （リヨン）                     | 2023年9月29日  |
| 73   | ダーシー・グレアムT4                     | スコットランド   | ルーマニア       | プールステージ | 84–0     | スタッド・ピエール＝モーロワ （リール）                     | 2023年9月30日  |
| 74   | レスター・ファインガアヌク               | ニュージーランド | ウルグアイ       | プールステージ | 73–0     | パルク・オリンピック・リヨン （リヨン）                     | 2023年10月5日  |
| 75   | ルイス・リース＝ザミット                 | ウェールズ       | ジョージア       | プールステージ | 43–19    | スタッド・ドゥ・ラ・ボージョワール （ナント）               | 2023年10月7日  |
| 76   | マテオ・カレーラス                       | アルゼンチン     | 日本             | プールステージ | 39–27    | スタッド・ドゥ・ラ・ボージョワール （ナント）               | 2023年10月8日  |
| 77   | ウィル・ジョーダン                       | ニュージーランド | アルゼンチン     | 準決勝         | 44–6     | スタッド・ド・フランス （サン＝ドニ）                       | 2023年10月20日 |

## 複数回達成した選手
| 選手                         | 回数 | 大会           |
| ---------------------------- | ---- | -------------- |
| ジェフ・ウイルソン           | 2    | 1995年、1999年 |
| ヴァンサン・クレール         | 2    | 2007年、2011年 |
| ブライアン・ハバナ           | 2    | 2007年、2015年 |
| ジュリアン・サヴェア         | 2    | 2015年         |
| アダム・アシュリー＝クーパー | 2    | 2011年、2015年 |
| コーバス・ライナー           | 2    | 2019年、2023年 |

## チーム別
| チーム           | 達成した回数 | 達成された回数 |
| ---------------- | ------------ | -------------- |
| ニュージーランド | 17           | 0              |
| オーストラリア   | 9            | 0              |
| 南アフリカ共和国 | 9            | 0              |
| イングランド     | 9            | 2              |
| フランス         | 9            | 2              |
| ウェールズ       | 7            | 0              |
| スコットランド   | 6            | 0              |
| アルゼンチン     | 4            | 3              |
| アイルランド     | 3            | 1              |
| サモア           | 1            | 3              |
| 日本             | 1            | 7              |
| フィジー         | 1            | 7              |
| ナミビア         | 1            | 10             |
| チリ             | 0            | 1              |
| コートジボワール | 0            | 1              |
| ジョージア       | 0            | 1              |
| ロシア           | 0            | 2              |
| イタリア         | 0            | 3              |
| トンガ           | 0            | 3              |
| ジンバブエ       | 0            | 4              |
| カナダ           | 0            | 5              |
| アメリカ合衆国   | 0            | 5              |
| ウルグアイ       | 0            | 6              |
| ルーマニア       | 0            | 10             |